# ۶۹۳ (پیش از میلاد)
۶۹۳ (پیش از میلاد) ۶۹۳مین سال قبل از تقویم میلادی است.